# Nati nel 1522
| Questa pagina contiene informazioni ricavate automaticamente dalle voci biografiche con l'ausilio del template Bio e di un bot. L'aggiornamento è periodico e automatico e ricostruisce completamente la pagina. Se manca una persona in questa lista, sei pregato di non aggiungerla, ma accertati piuttosto che la sua voce biografica contenga il template Bio e che i dati anagrafici siano correttamente compilati. Se il template Bio manca, inseriscilo tu stesso o, in alternativa, metti l'avviso {{tmp\|Bio}} che ne segnala la mancanza. Se i dati riportati sono sbagliati, correggi direttamente la voce biografica; le modifiche saranno visibili in questa lista entro pochi giorni. Per chiarimenti vedi il progetto biografie. La lista contiene solo le 61 persone che sono citate nell'enciclopedia e per le quali è stato implementato correttamente il template Bio. Pagina aggiornata al 18 giu 2025. |

## Gennaio(2)
- 5 gennaio - Giovanni Carlo Bovio, arcivescovo cattolico italiano († 1570)
- 22 gennaio - Carlo II d'Orléans, nobile († 1545)

## Febbraio(2)
- 2 febbraio - Francesco Alciati, cardinale, vescovo cattolico e giurista italiano († 1580)
- 2 febbraio - Lodovico Ferrari, matematico italiano († 1565)

## Marzo(3)
- 2 marzo - Heinrich Salmuth, teologo e pastore protestante tedesco († 1576)
- 10 marzo - Miyoshi Nagayoshi, militare giapponese († 1564)
- 28 marzo - Alberto Alcibiade di Brandeburgo-Kulmbach, nobile († 1557)

## Aprile(2)
- 23 aprile - Caterina de' Ricci, religiosa italiana († 1590)
- 25 aprile - Marco Criado, presbitero spagnolo († 1569)

## Maggio(1)
- 13 maggio - Pierdonato Cesi, cardinale italiano († 1586)

## Luglio(6)
- 5 luglio - Margherita d'Austria, nobildonna († 1586)
- 10 luglio - Francesco Calzolari, farmacista e botanico italiano († 1609)
- 13 luglio - Sofia Jagellona, principessa polacca († 1575)
- 21 luglio - Lucrezia Gonzaga, nobildonna e letterata italiana († 1576)
- 25 luglio - Anna di Lorena, principessa francese († 1568)
- 31 luglio - Charles II de Croÿ, nobile belga († 1551)

## Agosto(1)
- 4 agosto - Udai Singh II, indiano († 1572)

## Settembre(2)
- 11 settembre - Ulisse Aldrovandi, naturalista, botanico e entomologo italiano († 1605)
- 27 settembre - Niccolò Balbani, teologo italiano († 1587)

## Ottobre(1)
- 4 ottobre - Gabriele Paleotti, cardinale e giurista italiano († 1597)

## Novembre(3)
- 4 novembre - Alberto Gondi, nobile, militare e diplomatico francese († 1602)
- 9 novembre - Martin Chemnitz, teologo e religioso tedesco († 1586)
- 18 novembre - Lamoral di Egmont, nobile e condottiero fiammingo († 1568)

## Dicembre(1)
- 16 dicembre - Onorato I di Monaco, monegasco († 1581)

## Senza giorno specificato(37)
- Pomponio Allegri, pittore italiano († 1593)
- Joachim du Bellay, poeta e umanista francese († 1560)
- Francesco Beltramini, vescovo cattolico italiano († 1575)
- Domenico Bonsi, diplomatico italiano († 1583)
- François III Bouchard d'Aubeterre, nobile francese († 1573)
- Guido de Brês, teologo belga († 1567)
- Ogier Ghislain de Busbecq, scrittore, diplomatico e botanico fiammingo († 1592)
- Bernardino Campi, pittore italiano († 1591)
- Luis Colón de Toledo, navigatore e nobile spagnolo († 1572)
- Dirck Volckertszoon Coornhert, scrittore e teologo olandese († 1590)
- Moses Cordovero, rabbino ottomano († 1570)
- Cristina di Danimarca, principessa († 1590)
- Jacques Cujas, giurista francese († 1590)
- John Day, tipografo inglese († 1584)
- Gerolamo De Franchi Toso, doge († 1586)
- Eleonora di Toledo, sovrana spagnola († 1562)
- Kojima Yatarō, militare giapponese († 1582)
- Giovan Paolo Lancellotti, giurista italiano († 1590)
- Leonardo I de Tassis, nobile († 1612)
- Paride Lodron, nobile italiano
- Pietro Marescalchi, pittore italiano († 1589)
- Giulio Maresio, francescano italiano († 1567)
- Alvise Martinengo, nobile e militare italiano († 1571)
- Naitō Masatoyo, militare giapponese († 1575)
- Giovanni Nostradamus, storico e scrittore francese († 1576)
- Alvise Pisani, cardinale e vescovo cattolico italiano († 1570)
- Pierina Riccia, italiana († 1545)
- Sen no Rikyū, monaco buddhista giapponese († 1591)
- Ludger Tom Ring il Giovane, pittore tedesco († 1584)
- Shibata Katsuie, militare giapponese († 1583)
- Girolamo Simoncelli, cardinale e vescovo cattolico italiano († 1605)
- Mihrimah Sultan, principessa ottomana († 1578)
- Jacobus Theodorus Tabernaemontanus, medico e botanico tedesco († 1590)
- Wei Liangfu, attore teatrale e drammaturgo cinese († 1573)
- Hermann Wilken, umanista e matematico tedesco († 1603)
- Juan de Liermo Hermosa, arcivescovo cattolico spagnolo († 1582)
- Ōta Sukemasa, militare giapponese († 1591)